# Заводське (Керченський район)
Заводське́ (до 1948 — Червоний Кут, Кизилкут, крим. Qızılqut) — село Керченського району Автономної Республіки Крим.
Засноване у 1920 році.
На території села розташовані пансіонати «Дзеркало» та «Росинка».